# Bijpakken
Bijpakken is een lied van de Nederlandse producer La$$a en de Nederlandse rappers Young Ellens en Bizzey in samenwerking met de Nederlandse rapper Jebroer en de Surinaams-Nederlandse rapper Poke. Het werd in 2022 als single uitgebracht.

## Achtergrond
Bijpakken is geschreven door Danny Joseph Radermacher, Leo Roelandschap, Regilio Schalks, Resinjo Wijngaarde, Rishie Balgobiend, Timothy Kimman en Yves Lassally en geproduceerd door La$$a en Rishie. Het is een nummer dat past in het genre nederhop met effecten van house uit de jaren '90. In het lied rappen de artiesten over een meisje dat op een feestje is en daar moe wordt. Om weer wat energieker te zijn, gebruikt ze vervolgens cocaïne. Het nummer is geïnspireerd door de uitspraak "inkakken is bijpakken", een uitspraak die dikwijls op feestjes wordt gedaan, zo ook door Young Ellens in een feestje in de studio van La$$a. La$$a en Young Ellens vonden de uitspraak op dat moment zo goed, dat ze besloten om gelijk een nummer te maken. Dit basis van het nummer was binnen vijf minuten af, waarna later de teksten van Bizzey, Jebroer en Poke werden toegevoegd. 
Het is de eerste keer dat alle artiesten tegelijkertijd op een lied te horen zijn. Wel werd er al enkele keren onderling met elkaar samengewerkt. La$$a deed dit met Young Ellens op Spijker en Schuif. Na Bijpakken werkten ze nogmaals samen op Deze is down, waarop ook Bizzey te horen was. Ook Bizzey en Poke hadden al eens hitsingles met elkaar. Dit waren Baby momma, Domme dingen doen en Skaffa.

## Hitnoteringen
De artiesten hadden bescheiden succes met het lied in Nederland. Het stond op de 92e plaats van de Single Top 100 in de enige week dat het in deze hitlijst te vinden was. De Top 40 en haar Tipparade werden niet bereikt.